# アガタング・ヘルヘウリゼ
アガタング・ヘルヘウリゼ（グルジア語: აღათანგ ხერხეულიძე、グルジア語ラテン翻字: Aghatang Kherkheulidze、? – 1625年7月1日）は、17世紀初頭のカルトリ王国の高官、軍人である。

## 生涯
ヘルヘウリゼはルアルサブ2世の治世下、サフルトゥフツェシ職を務めた。また1612年から1614年にかけてアラグヴィ公国の領主を務めた。
1625年7月1日、カルトリ王国とカヘティ王国は連合軍は、ペルシャ軍との戦闘に臨んだ（マラブダの戦い）。この戦いで、ヘルヘウリゼはジョージア連合軍の先鋒部隊の一つを指揮した。この戦いでヘルヘウリゼは戦死した。兄弟たちも同じ戦場で共に戦死したと伝えられている。戦死した「9人のヘルヘウリゼ兄弟」は、ジョージア正教会によって殉教者として崇敬されている。
アガタング・ヘルヘウリゼら9人の兄弟の物語は、ジョージアの歴史書や民話、文学作品に大きな影響を与えている。「9人のヘルヘウリゼ兄弟」は祖国の自由と信仰を守るために命を捧げた英雄として、現在に至るまでジョージア社会で記憶されている。